# Retrotranspozon

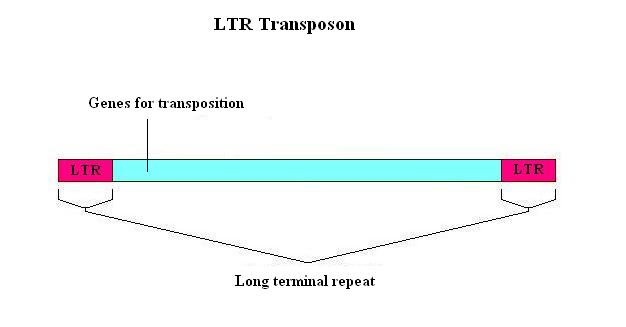
diagram

Retrotranspozon je běžný typ transpozonů, tedy sekvencí DNA přítomných v genomu a schopných se přesouvat z místa na místo. Pro retrotranspozony je typické, že mechanismus jejich šíření je velice podobný životnímu cyklu retrovirů – DNA retrotranspozonů se přepíše do RNA (pomocí RNA polymeráz II či III), načež se tato RNA může opět přepsat reverzní transkripcí do DNA. Retrotranspozony známe z genomu většiny organizmů, včetně kvasinek, octomilky i savců. V lidské DNA tvoří možná kolem 45 % celkové sekvence a mají tedy obrovský význam pro pochopení nekódující DNA vůbec.

## Klasifikace
Retrotranspozony se dělí na:
- LTR retrotranspozony – též pod označením „endogenní retroviry“; obsahují na koncích dlouhé repetitivní části zvané LTR („long terminal repeat“); tvoří kolem 8 % lidského genomu
- Non-LTR retrotranspozony – patří k nim LINE a SINE elementy
  - LINE – long interspersed nuclear elements – velmi hojné v lidském genomu (21 % celku), nejčastěji tzv. LINE-1 (v milionech kopií, desítky stále aktivní); v překladu tzv. dlouhé rozptýlené jaderné elementy obsahují ve své sekvenci i geny ORF1 a ORF2, které se účastní jejich další replikace
  - SINE – short interspersed nuclear elements – rovněž velmi hojné v lidském genomu (hlavní skupinou jsou Alu elementy, jichž je v lidské DNA více než milion a představuje 11 % celkového genomu). Velikost SINE elementů činí méně než 500 bp. Samy nekódují žádné geny a zneužívají pouze určité buněčné proteiny (včetně ORF proteinů LINE elementů). Pouze se přepisují v RNA a následně pomocí reverzních transkriptáz zpět na nějaké místo do DNA.